# Франкфуртска школа
Франкфуртската школа (на немски: Frankfurter Schule) е школа на социална теория и критична философия, свързана с Института за социални изследвания на Университета Гьоте във Франкфурт, посветена на развиването на диалектична критическа теория. През 1930 г. Макс Хоркхаймер става директор на института и привлича на работа там Теодор Адорно, Валтер Бенямин, Херберт Маркузе, Лео Льовентал, Фридрих Полок, Ерих Фром и други, които са смятани за теоретици на това течение.
Отправна точка на това течение е твърдението, че социалната теория е неспособна да обясни политическите междуособици и реакционизма, наблюдаван в привидно либералните общества на 20-те и 30-те години на XX век. Критична както към капитализма, така и към марксизма-ленинизма, поради тяхната философска неадаптивност като системи за социална организация, критичната теория заявява алтернатива за социалното развитие на обществата.
Името „Франкфуртска школа“ е неформално обозначение за мислителите, свързани с Института за социални науки или повлияни от него. Нито една институция не го използва като официално свое название, и главните представители на школата не използват този израз като свое име.